# Facet (geometria)
In geometria, una facet, talvolta chiamata anche faccetta o faccia massimale, è una componente (ossia una faccia, nell'accezione più generale del termine) di un politopo avente una dimensione inferiore di un'unità al politopo. Più specificamente:
- In geometria solida tridimensionale, una facet di un poliedro, ossia un politopo di tre dimensioni, è qualunque poligono i cui angoli sono vertici del poliedro, ed è quindi una faccia di codimensione 1.[1][4][5] L'operazione di facettazione (o "faccettazione") di un poliedro consiste nel trovare e unire tali facet per formare le facce di un nuovo poliedro; si tratta dell'operazione opposta alla stellazione e, come quest’ultima, può essere applicata anche a politopi aventi un numero di dimensioni maggiore di tre.[6]

- In combinatoria poliedrica e nella teoria generale dei politopi, una facet di un politopo di dimensione n è una faccia che ha dimensione n-1, per questo le facet sono talvolta chiamate in letteratura anche "(n-1)-facce". In geometria tridimensionale esse sono quasi sempre chiamate semplicemente "facce", omettendo il qualificativo "2".[3][7]

- Una facet di un complesso simpliciale è un simplesso massimale, ossia un simplesso che non è faccia propria di alcun altro simplesso del complesso.[8][9] Nel caso di politopi simpliciali, ciò coincide con il significato già citato per le combinatoria poliedrica.